# Fjerdingby
Fjerdingby – wieś w gminie Rælingen w okręgu Akershus w Norwegii. Stolica gminy Rælingen.